# Prosoplecta fieberi
Prosoplecta fieberi är en kackerlacksart som först beskrevs av Brunner von Wattenwyl 1865.  Prosoplecta fieberi ingår i släktet Prosoplecta och familjen småkackerlackor. Inga underarter finns listade i Catalogue of Life.